# National Education Association
A National Education Association ou Associação Nacional de Educação (NEA) é o maior sindicato dos Estados Unidos. Ele representa professores de escolas públicas e outro pessoal de apoio, professores e funcionários de faculdades e universidades, educadores aposentados e estudantes universitários se preparando para se tornar professores. A NEA tem pouco menos de 3 milhões de membros e está sediada em Washington, D.C. A NEA tinha um orçamento de mais de 341 milhões de dólares para o ano fiscal 2012-2013. Lily Eskelsen García é a atual presidente.
A missão declarada da NEA é "defender os profissionais da educação e unir nossos membros ea nação para cumprir a promessa de educação pública para preparar cada estudante para ter sucesso em um mundo diverso e interdependente".
A NEA, originalmente no lado conservador da política dos EUA na década de 1970, surgiu como um fator no liberalismo moderno. Enquanto tem uma posição declarada de "não-partidária", normalmente apoia o Partido Democrático. Conservadores, libertários e grupos de direitos dos pais criticaram as posições liberais da NEA.

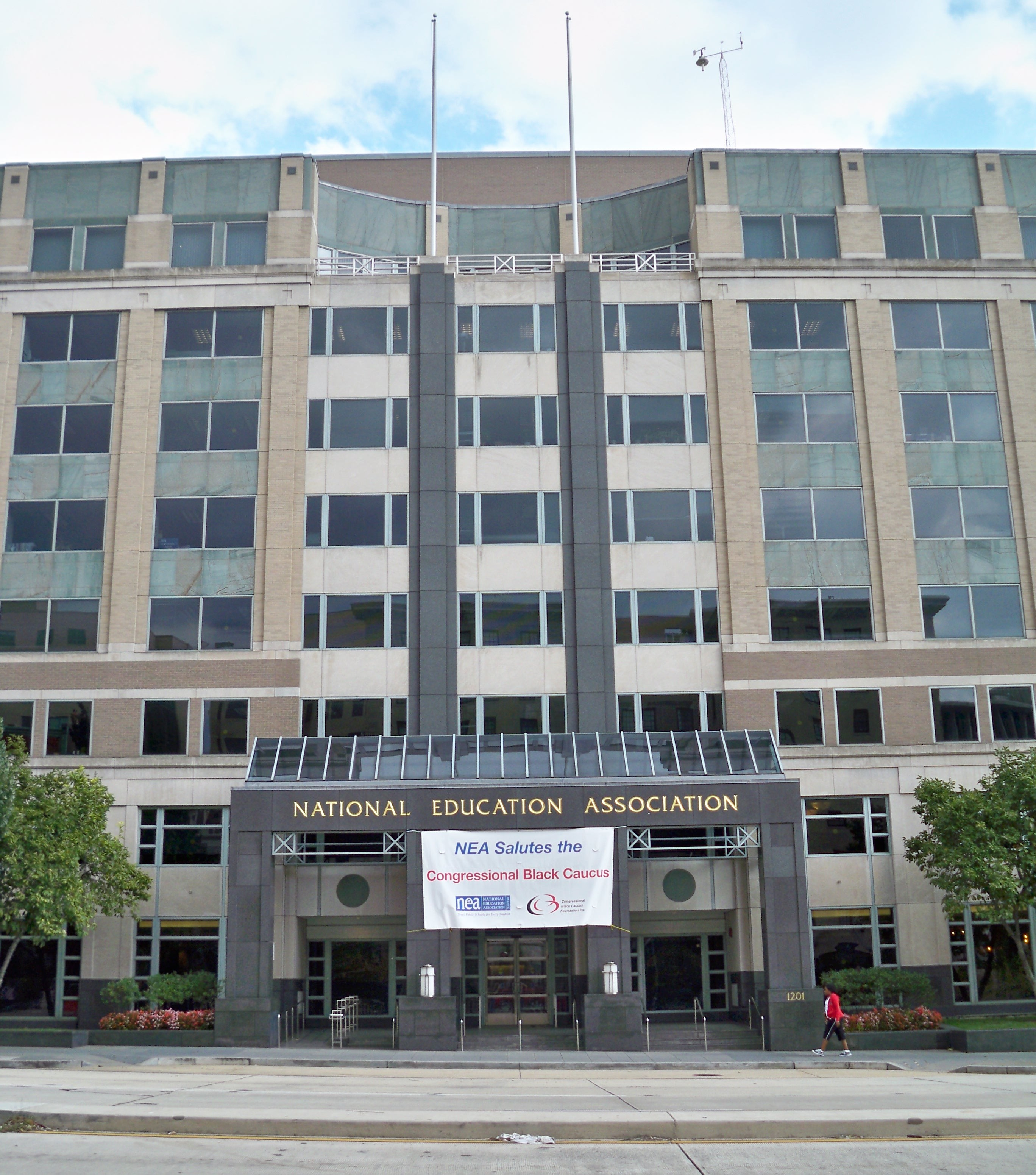
A sede da NEA em Washington, DC